# Инчупе (платформа)
И́нчупе (латыш. Inčupe) — железнодорожный остановочный пункт на линии Земитаны — Скулте, на территории Саулкрастского края. В Инчупе останавливаются все электропоезда, следующие маршрутами Рига — Саулкрасты и Рига — Скулте. Открыт в 1971 году. Расстояние от Риги — 43,4 км. Инчупе можно считать путевым постом, так как здесь осуществляется переход с однопутного участка Лиласте — Инчупе на двухпутный Инчупе — Саулкрасты, однако стрелка, разделяющая пути, принадлежит станции Саулкрасты.